# Earl Cave
Earl Cave (* 23. Juni 2000 in Westminster) ist ein britischer Schauspieler.

## Leben und Karriere
Cave wurde in London als Sohn des australischen Sängers Nick Cave und der englischen Schauspielerin Susie Bick geboren. Später wuchs er in Brighton auf. Er besuchte die Bede's Senior School. Sein Zwillingsbruder Arthur starb am 14. Juli 2015 im Alter von 15 Jahren bei einem Unfall an einer Klippe.
Sein Debüt gab er 2017 in der Fernsehserie Born to Kill. Anschließend war er 2019 in dem Film Days of the Bagnold Summer zu sehen. Im selben Jahr trat Cave in Outlaws – Die wahre Geschichte der Kelly Gang auf. 2021 wurde er für die Serie Domina gecastet. Am 9. Mai 2022 starb sein Halbbruder Jethro Lazenby im Alter von 31 Jahren. Unter anderem bekam er 2023 in dem Film Die unwahrscheinliche Pilgerreise des Harold Fry eine Hauptrolle. Außerdem spielte er in The Sweet East mit.

## Filmografie
Filme
- 2018: Old Boys
- 2019: Days of the Bagnold Summer
- 2019: Outlaws – Die wahre Geschichte der Kelly Gang (True History of the Kelly Gang)
- 2022: This Much I Know to Be True
- 2022: The School for Good and Evil
- 2023: Die unwahrscheinliche Pilgerreise des Harold Fry (The Unlikely Pilgrimage of Harold Fry)
- 2023: The Sweet East
- 2025: The Chronology of Water

Serien
- 2017: Born to Kill
- 2017: The End of the F***ing World
- 2020: Alex Rider
- 2021: Domina
- 2024: Dune: Prophecy